# 岩田時男
岩田 時男（いわた ときお）は、日本の元スタントマン、元スーツアクター。ジャパンアクションエンタープライズに14期生として所属していた。同期には、岡元次郎、宮崎剛、諸鍛冶裕太、堤真一がいた。

## 出演

### 特撮テレビドラマ
- 仮面ライダーシリーズ（毎日放送）
  - 仮面ライダーBLACK（1987年 - 1988年） - ゴルゴム怪人、シャドームーン[2]
  - 仮面ライダーBLACK RX（1988年 - 1989年） - バイオライダー[3]、ロボライダー[3]、仮面ライダーBLACK RX（代役）[3]
- スーパー戦隊シリーズ（テレビ朝日）
  - 超新星フラッシュマン（1986年 - 1987年） - バウラ[4]
  - 光戦隊マスクマン（1987年 - 1988年） - エネルギー獣オケランパ[要出典]
  - 超獣戦隊ライブマン（1988年 - 1989年）
  - 高速戦隊ターボレンジャー（1989年 - 1990年）
- メタルヒーローシリーズ（テレビ朝日）
  - 特警ウインスペクター（1990年 - 1991年） - ウォルター[5]
  - 特救指令ソルブレイン（1991年 - 1992年） - ソルブレイバー[6]
  - 特捜エクシードラフト（1992年 - 1993年） - ドラフトキース[7]
  - 特捜ロボ ジャンパーソン（1993年 - 1994年） - ジャンパーソン[8]、ビルゴルディ[9]

### 映画
- 超新星フラッシュマン（1986年、東映）
- 超新星フラッシュマン 大逆転！タイタンボーイ!!（1986年、東映）
- 仮面ライダー世界に駆ける（1989年、東映） - 仮面ライダーBLACK[10]
- 特捜ロボ ジャンパーソン 母よ、永遠（とわ）に! 愛と炎の電脳手術室（1993年、東映）